# Acrotritia scotti
Acrotritia scotti är en kvalsterart som först beskrevs av Walker 1965.  Acrotritia scotti ingår i släktet Acrotritia och familjen Euphthiracaridae. Inga underarter finns listade i Catalogue of Life.